# Faldgitter
Et faldgitter eller portcullis (fra fransk porte coulissante, "skydedør") er en tung type port, der lukker vertikalt, som typisk findes på middelalderlige fæstninger, der består af et gitter i træ, metal eller en kombination af begge. Faldgitteret kan glide ned rille på indersiden af porten, og de er typisk monteret i porttårne eller lignende.
| Arkitektur | Spire Denne arkitekturartikel er en spire som bør udbygges. Du er velkommen til at hjælpe Wikipedia ved at udvide den. |